# Consul lilops
Consul lilops är en fjärilsart som beskrevs av Butler 1873. Consul lilops ingår i släktet Consul och familjen praktfjärilar. Inga underarter finns listade i Catalogue of Life.